# بوبي توماس (صحفية)
بوبي توماس (بالإنجليزية: Bobbie Thomas)‏ هي صحفية أمريكية، ولدت في 23 أكتوبر 1974.

## وصلات خارجية
- بوبي توماس على موقع IMDb (الإنجليزية)